# Kako da dresirate svog zmaja (film)
Kako da dresirate svog zmaja (engl. How to Train Your Dragon) je kompjuterski-animirani akcioni film iz 2010. godine. Film su režirali Kris Sanders Din Deblojs, dok glasove pozajmljuju: Džej Barušel, Džerard Batler, Kristofer Minc-Plas, Džona Hil, Amerika Ferera, Krejg Ferguson, T. Dž. Miler i Kristen Vig. Radi se o avanturističkoj komediji iz žanra fantastike. Film je snimljen po istoimenom romanu Kreside Kauel iz 2003. koji opisuje svet snažnih Vikinga i strašnih zmajeva.
Film je premijerno prikazan u Los Anđelesu 21. marta 2010. godine, dok je u američkim bioskopima izašao 26. marta iste godine. Ostvario je kritički i komercijalni uspeh, zaradivši skoro 500 miliona dolara širom sveta. Naročito su hvaljeni animacija, glasovi, scenario, muzika i 3D sekvence. Nominovan je za nagradu Oskar u kategorijama za najbolji animirani film i najbolju originalnu muziku, ali je izgubio u obe kategorije od filmova Priča o igračkama 3 i Društvena mreža. Film je takođe osvojio deset Eni nagrada, uključujući onu za najbolji animirani film.
Film prate dva nastavka, Kako da dresirate svog zmaja 2 (2014) i Kako da dresirate svog zmaja 3 (2019). Kao i ovaj film, oba nastavka su bili kritički i finansijski uspešni. Prema filmu su napravljeni i animirana serija i video igra.

## Radnja
Priča počinje u mitskom svetu Vikinga. Glavni junak je Hikap, vikinški tinejdžer, sin vikinškog poglavara sa ostrva Berk gde je borba sa zmajevima deo života, zbog zaštite ovaca. Hikap želi da po tradiciji ubije zmaja, i da tako dokaže svoju čast prema ocu i plemenu, i da bude prihvaćen. Pošto radi kod kovača izrađuje top. Ali ostali ne veruju da ta sprava može biti korisna. Ali kad sretne ranjenog zmaja ne ubija ga, nego se sprijatelji sa povređenim zmajem, a njegov svet se okreće naglavačke. Film je prikazan 26. III
Otac Stoik ga prebacuje među omladinu koju spremaju da nađu gnazdo zmajeva da ih ubiju i da tako prestane rat sa zmajevima. Hikap se vraća u šumu pošto se ne slaže s time da su zmajevi zli. Tamo se susreće sa zmajem kojeg nije ubio, ali koji ne može da leti. Dok ga podučava, zmajevi postaju zahvalni prema njemu. U međuvremenu Stoik ne uspeva da pronađe gnezdo. Kasnije Vikinzi saznaju da je Hikap u vezi sa jednim zmajem koji ih odvodi do zmajevog gnezda, gde ubijaju glavnog zmaja, a posle toga Vikinzi i zmajevi pošinju da žive u slozi.

## Uloge
- Džej Barušel kao Hikap Horendus Hedok III. U svetu vikinga koji poštuje snagu Hikapov način sofistikcirane obzervacije čine ga strancem u svojoj zajednici.[3]
- Džerard Batler kao Stoik Vast, Hikapsov otac, koji ne razume svog sina. Želi da ga učini pravim vikingom.kada sazna da se njegov sin druži sa zmajem odriče ga se, ali na kraju postaje svestan mudrosti svog sina.[3]
- Krejg Ferguson kao Guber zvani Belcs, ratnik.[4]
- Amerika Ferera kao Astrid Hoferson, snažna vikinška ženska osoba, koja će možda zavoleti Hikapa, kao i Hikap nju.
- Džona Hil kao Snotlu Jorgenson, u početku omalovažava Hikapa ali ga sve više poštuje.[3]
- T. Dž. Miler i Kristen Vig kao Tafnut i Rafnut Torston. Tafnut je momak, a Rafnut devojka su blizanci, ratobornog karaktera.
- Kristofer Minc-Plas kao Fišlegs Ingermen: je nervozan i uplašen, ali je pametan, dobro poznaje zmajeve[5]
- Dejvid Tenant kao Spajtlout: markantni Viking. Tenant je učestvovao u projektu kada je originalan roman bio izdat kao zvučna knjiga[6]

## Produkcija
U početku su pratili radnju originalnog romana, ali su kasnije načinili izmene. U originalu zmaj je manji, a u filmu je kao svi ostali, tako da Hikap može s njim da leti. Snimljena je raznovrsna muzika za film, a urađena je i video igra na ovu temu. Audio knjiga je takođe lansirana, kao i igračke za decu.

### Kritički odjek
Film je dobio veoma dobre kritike. Po Rivju agregatoru (eng: Review aggregator Rotten Tomatoes) izveštava da je 98% kritičara ocenio film pozitivno sa prosekom od 7.9 iz 10.

### Zarada
Film je prvog vikenda doneo 43,3 miliona dolara. što je relativno malo. Ali u aprilu film je doneo $181,559,461 dolara u SAD-u i Kanadi i 196,000,000 dolara u ostalim zemljama.

## Spoljašnje veze
- Zvanična prezentacija
- Kako da dresirate svog zmaja на веб-сајту  (језик: српски)
- How to Train Your Dragon на веб-сајту  (језик: енглески)
- How to Train Your Dragon на веб-сајту
- How to Train Your Dragon на веб-сајту  (језик: енглески)
- How to Train Your Dragon на веб-сајту  (језик: енглески)
- How to Train Your Dragon на веб-сајту  (језик: енглески)